# Paracilicaea gigas
Paracilicaea gigas là một loài chân đều trong họ Sphaeromatidae. Loài này được Baker mô tả khoa học năm 1928.